# Samtgemeinde Gronau
 For alternative betydninger, se Gronau. (Se også artikler, som begynder med Gronau)
Gronau er et amt (Samtgemeinde) i den vestlige del af Landkreis Hildesheim, i den sydlige del af den tyske delstat Niedersachsen. Administrationen ligger i byen Gronau.
Samtgemeinde Gronau består af følgende kommuner:
- Banteln
- Betheln
- Brüggen
- Despetal
- Eime
- Gronau
- Rheden